# Чубах-Кенерой
Чубах-Кенерой (чечен. Чубахкинача, Чобаьккхннче) — село в Чеберлоевском районе Чеченской Республики. Родовое село тайпа Чубахкинарой.

## География
Расположено на правом берегу реки Шароаргун.
Ближайшие населённые пункты: на северо-востоке — бывшее село Батыйаул, на северо-западе — бывшее село Дургинаул, на юго-западе — село Дай и бывшее село Циндой, на юго-востоке — село Нохчи-Келой и бывшие сёла Монахой и Инкот.

## История
В 1967 году в Чубах-Кенроя были проведены археологические исследования, в ходе которых были обследованы жилые башни и подземные загоны для скота «со множеством арочных укреплений и переходов».

## Известные уроженцы
- Захир Ашаханов (1875—1965) религиозный деятель, богослов накшбандийского тариката. Был мюридом шейха Сугаипа-Муллы Гайсумова. В 1909—1934 гг. — имам Чубах-Кенароя. В 1934—1944 гг. был имамом Дуцхоте (Дуц-Хутор, Сельментаузен Веденский район ЧР[4].
- Дада Алимов (Залмаев; 1849—1878) один из предводителей восстания 1877 года в Чечне и Дагестане, наиб имама Алибека-Хаджи Алдамова[5]